# Santa Eugènia de Tresmals

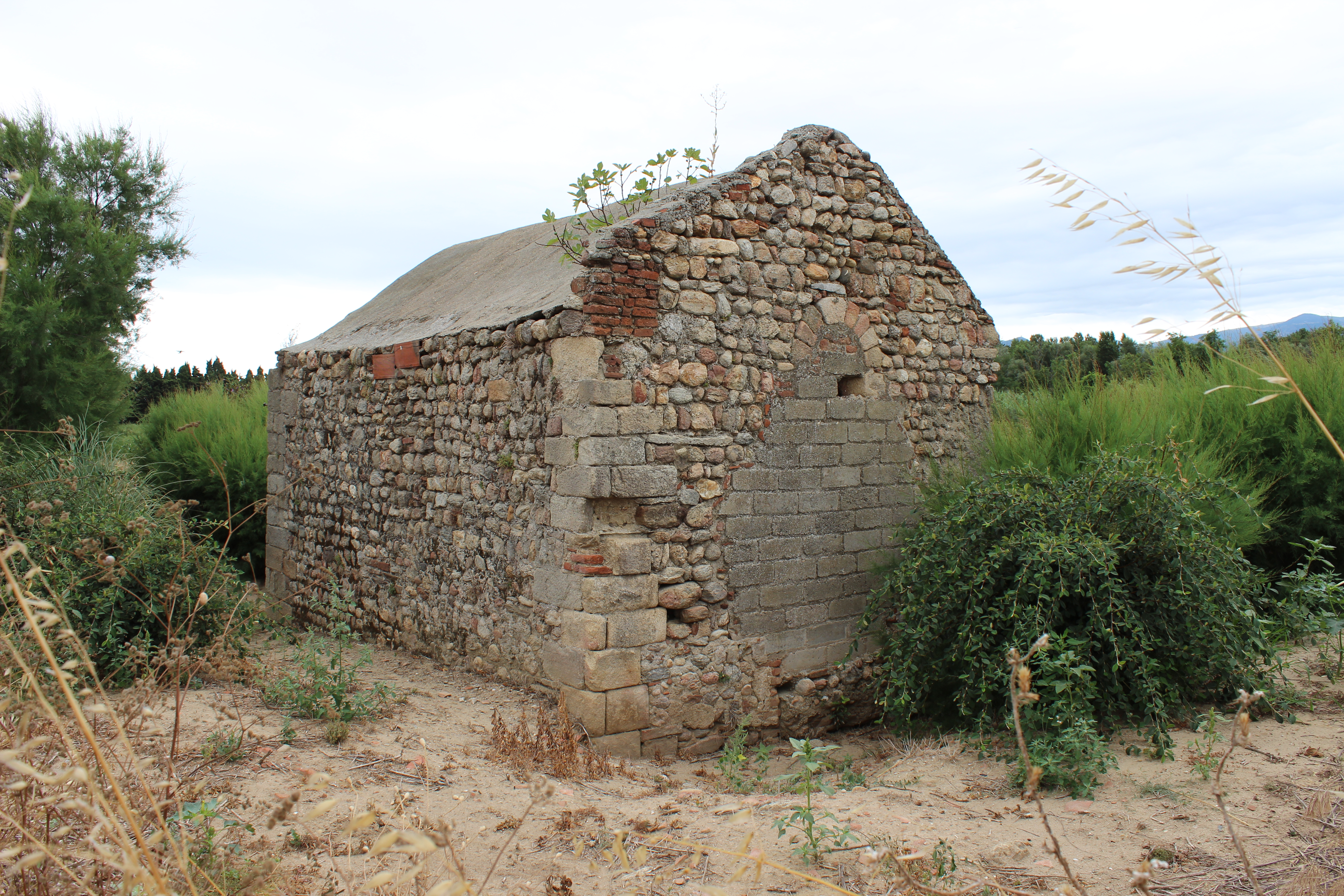
Façanes nord i oest de l'església

Santa Eugènia de Tresmals és una església romànica que es troba a la comuna d'Elna, a la comarca del Rosselló (Catalunya Nord).

## Situació

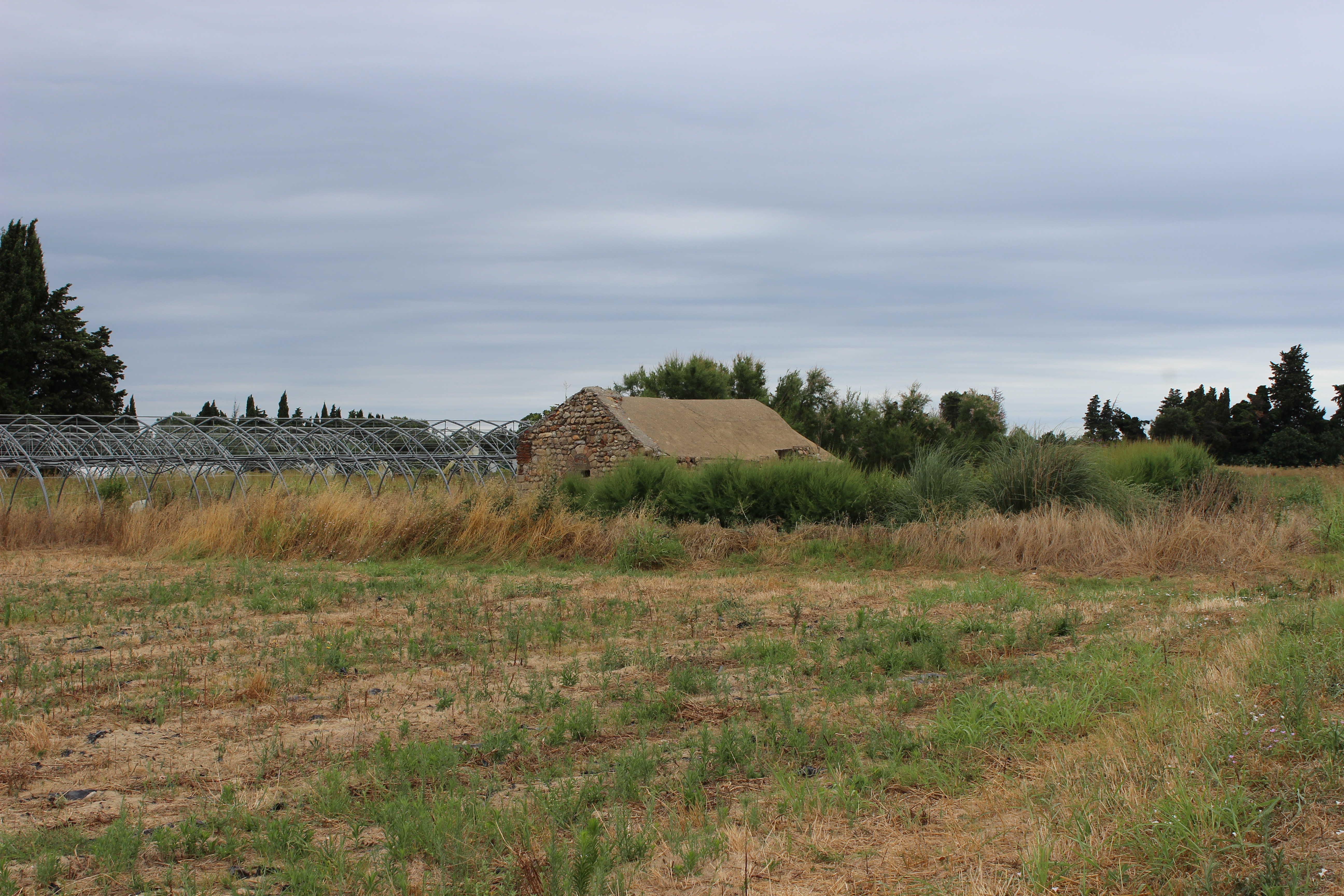
L'església, en el seu conjunt, des del sud-oest

Està situada ran del Tec, al sud-est de la ciutat d'Elna, en el lloc on hi havia hagut el poblat del mateix nom. En l'actualitat el temple està mig cobert pels al·luvions del riu. Es troba a menys de 4 quilòmetres d'on hi havia hagut la desembocadura del Tec en el mar, just al nord del lloc on la Via Domitia travessava a gual el curs d'aquest riu. Podria tractar-se de l'estació anomenada Ad stabulum, esmentada ·  ·  a finals del segle iii.
En el Rosselló, totes les esglésies dedicades a santa Eugènia es troben a prop d'un passatge d'un curs d'aigua.

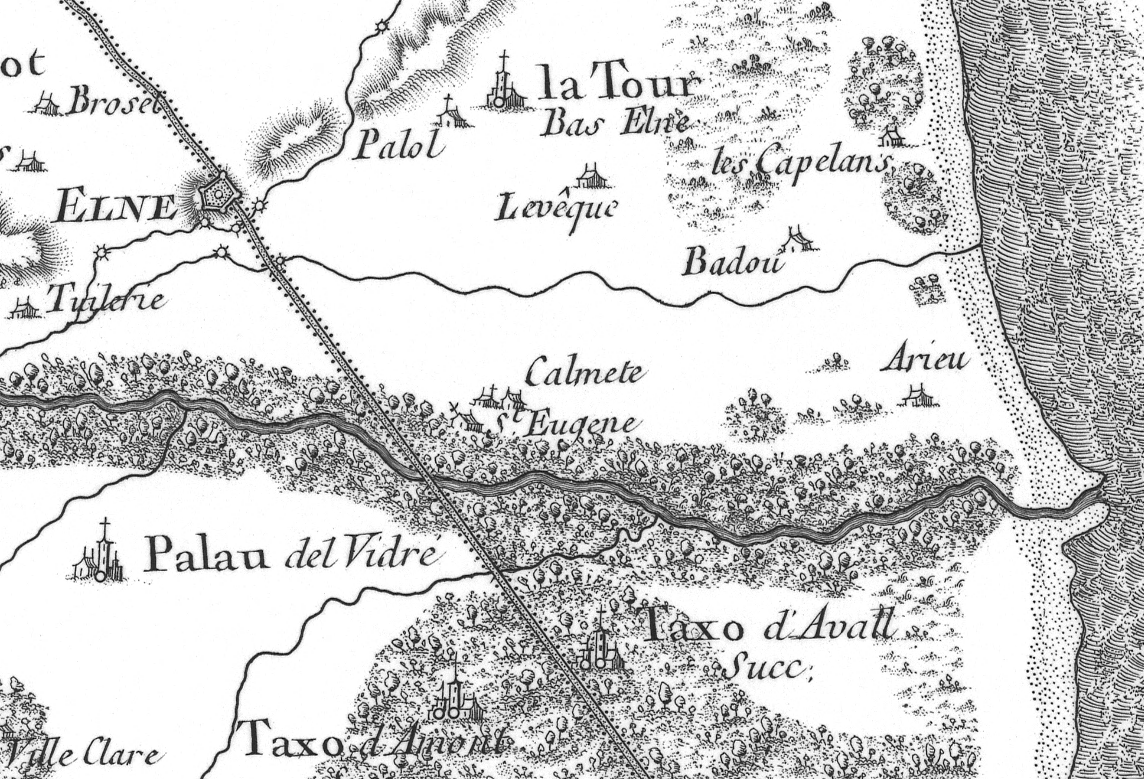
Situació de l'església de Santa Eugènia de Tresmals («St Eugene») a la Carte de Cassini del 1779.

## Etimologia
El nom Tresmals prové del llatí Tres, amb el mateix significat en català, i de l'arrel prellatina Mal, que designa un cim muntanyós o una pila de pedres artificial. En aquest cas, sens dubte, una fita que marcava el límit entre les tres poblacions d'Elna, La Torre d'Elna i Argelers.

## Història

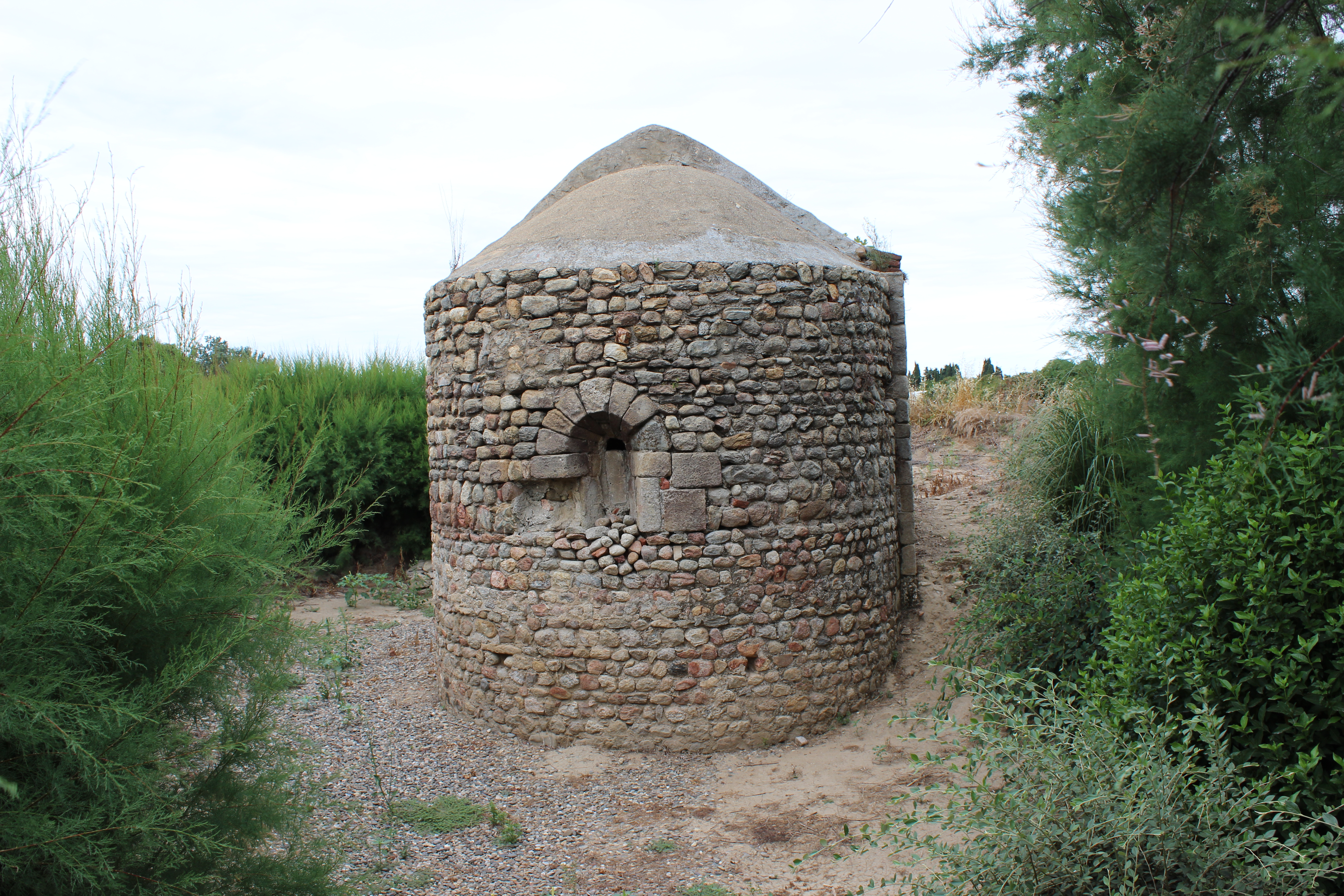
L'absis

Les recerques arqueològiques han tret a la llum restes d'ocupació humana del lloc a l'entorn de l'església que daten de vers l'any 500 després de Jesucrist.
Santa Eugènia de Tresmals formava part d'un lloc esmentat en un text del 951 que s'estenia a una banda i l'altra del Tec, del qual la capella és el darrer vestigi. Hi ha un esment d'un domum sancta Eugenia in villa Tresmallos, que designa una església, des del 951 · . L'església torna a ser esmentada en textos dels anys 1067 i 1145, quan era parroquial. Va perdre aquesta categoria el 1347, any en què un altre document l'esmenta. Va continuar essent lloc de culte fins a la Revolució francesa; després va ser desafectada i serví per a ús agrícola.
La seva volta situa l'edifici actual en el segle xi.

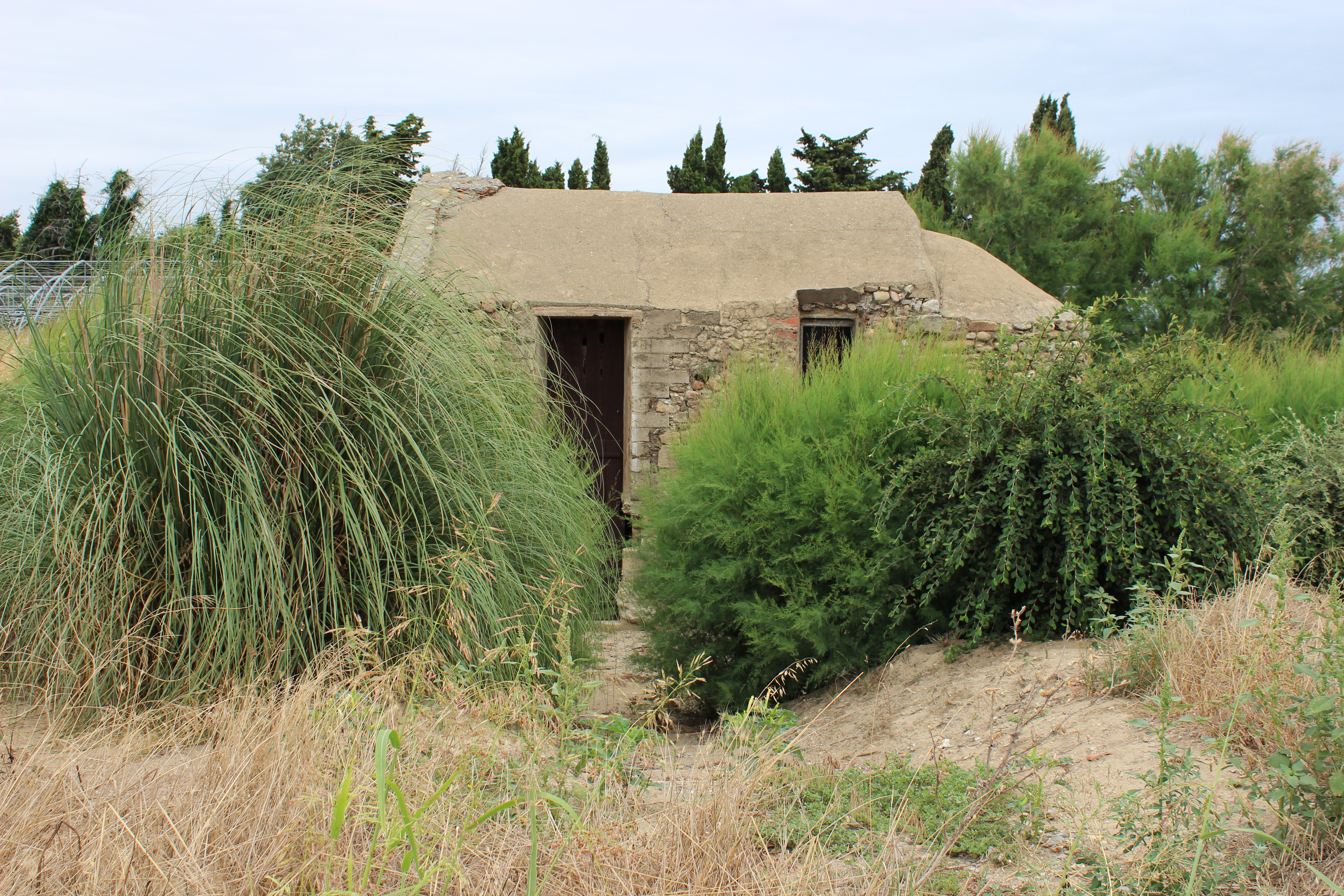
Façana meridional-

Abandonada, la capella ha estat en part coberta d'al·luvions per les crescudes del Tec; el seu sòl es troba ·  a 1,8 m per sota del nivell del sòl actual.

## Descripció
L'edifici està format per una nau única amb un absis semicircular i coberta d'una volta apuntada amb arcs torals. Désafectada, les múltiples crrescudes del Tec la van cobrir aproximadament per 1,5 m d'al·luvions fins que el 2004 es feu una prospecció arqueològica amb intervenció per alliberar l'església i l'entorn dels al·luvions que la mantenien coberta.